# Torsten Ljungberger
Albert Torsten Ljungberger, född 26 september 1897 i Uppsala, död 7 mars 1992 i Stockholm, var en svensk väg- och vattenbyggnadsingenjör och fastighetsdirektör.
Ljungberger avlade studentexamen 1915 och utexaminerades från Kungliga Tekniska högskolan 1922. Han blev fänrik vid Fortifikationen 1918, underlöjtnant 1920, löjtnant 1924, löjtnant vid Väg- och vattenbyggnadskåren 1926, kapten 1933, major 1947 och överstelöjtnant 1956. Han blev ingenjör vid Stockholms stads fastighetskontor 1923, var arbetschef för stadens småstugebyggnader 1929–1934, intendent och chef för Stockholms stads fastighetskontors lantegendomsavdelning 1934–1954 samt fastighetsdirektör och chef för Stockholms stads fastighetskontor 1954–1962. Ljungberger är begravd på Uppsala gamla kyrkogård.